# Greenleaf (serie televisiva)
Greenleaf è una serie televisiva statunitense di genere drammatico, creata da Craig Wright, e prodotta da Oprah Winfrey e Lionsgate Television. Anche Clement Virgo ha svolto il ruolo di produttore esecutivo e regista. Ricoprono i ruoli da protagonisti Keith David, Lynn Whitfield e Merle Dandridge. Greenleaf è stata trasmessa dal 21 giugno 2016 su Oprah Winfrey Network.
Greenleaf segue lo spregiudicato mondo della famiglia Greenleaf con scandalosi segreti e bugie, e con la loro vasta megalopoli di Memphis con membri prevalentemente afroamericani. I personaggi principali della serie sono il Vescovo James Greenleaf (David) e la Signora Mae Greenleaf (Whitfield), che sono il patriarca e la matriarca della famiglia Greenleaf , e Grace Greenleaf (Dandridge), la figlia separata tornata a casa dopo 20 anni in seguito alla misteriosa morte della sorella, Faith.
Greenleaf ha ricevuto recensioni positive dai critici, lodando in particolare le performance di Dandridge, Whitfield e David. Il primo episodio ha ricevuto 3.04 milioni di visualizzazioni, facendone la numero 1 tra le serie di debutto della OWN. Il 21 aprile 2016 la serie è stata rinnovata per una seconda stagione. La seconda stagione è andata in onda il 15 marzo 2017. Il 7 agosto 2017 la serie è stata rinnovata per una terza stagione. La terza stagione andrà in onda con uno speciale di due episodi il 28 agosto e il 29 agosto 2018.
In Italia, la serie viene pubblicata sul servizio on demand Netflix dal 3 marzo 2017.

## Trama
I Greenleaf sono una potente dinastia afroamericana di Memphis, nel Tennessee. Il suo patriarca, James Greenleaf, è il leader carismatico e manipolatore della loro locale megachurch tentacolare, dove i segreti e gli scandali sono numerosi tanto quanto i fedeli. Nati dalla chiesa, James, sua moglie Lady Mae e i loro figli Jacob, Grace e Charity si amano e si prendono cura l'uno dell'altro, ma sotto il loro bel campanile si cela un covo di iniquità, avidità, adulterio, rivalità tra fratelli e valori in conflitto che minaccia di lacerare il cuore della fede che li tiene uniti.

## Episodi
Ad Agosto 2020 è stata resa disponibile la quinta stagione.
| Stagione         | Episodi | Prima TV USA | Pubblicazione Italia |
| ---------------- | ------- | ------------ | -------------------- |
| Prima stagione   | 13      | 2016         | 2017                 |
| Seconda stagione | 16      | 2017         | 2017                 |
| Terza stagione   | 13      | 2018         | 2018                 |
| Quarta stagione  | 10      | 2019         | 2019                 |
| Quinta stagione  | 8       | 2020         | 2020                 |

## Produzione

### Sviluppo
Il 30 luglio 2015 fu annunciato che l'Oprah Winfrey Network aveva ordinato la produzione di una nuova serie drammatica Greenleaf sulla potente afroamericana dinastia della famiglia Greenleaf e il loro enorme megalopoli a Memphis, Tennessee. Dopo la produzione di Queen Sugar di Ava DuVernay, Greenleaf è la seconda serie del network non proveniente da Tyler Perry. La serie è stata creata dallo scrittore di Lost e di Six Feet Under Craig Wright e il produttore esecutivo Oprah Winfrey con Wright e Lionsgate Television. I 13 episodi per la prima stagioni furono iniziati per la produzione più tardi nel 2015. Il 9 settembre 2015 lo scrittore e regista di The Book of Negroes Clement Virgo si unisce alla serie come produttore esecutivo e regista dell'episodio pilota.
Le riprese della prima stagione iniziarono a ottobre 2015 ad Atlanta, e finirono il 24 marzo 2016. Il 21 gennaio 2016 fu annunciato che la serie avrebbe debuttato con una première di due sere una Giovedì alle 22:00 del 24 maggio e un'altra Venerdì alle 22:00 del 25 maggio, e che sarebbe andata in onda regolarmente il venerdì alle 22:00. In seguito la première fu spostata al 21 giugno 2016 e al 22 giugno 2016. La première di Greenleaf è stata mostrata durante il Tribeca Film Festival di Aprile, prima del suo debutto televisivo nel giugno 2016.

### Casting
Il casting iniziò ad agosto 2015. Il 24 agosto 2015 venne annunciato che Lynn Whitfield, Merle Dandridge e Desiree Ross furono le prime attrici ad essere prese per la serie. La vincitrice di un Emmy Award Whitfield avrebbe interpretato il ruolo di Lady Mae Greenleaf, moglie del vescovo Greenleaf, la matriarca della famiglia dura, potente e affamata di soldi, mentre Dandridge avrebbe interpretato la figlia separata tornata a casa con la figlia adolescente (interpretata da Ross). Il 3 settembre 2015, Keith David fu preso nel cast nel ruolo principale del vescovo James Greenleaf, il patriarca della famiglia e capo della Calvary Fellowship World Ministries. Il 4 settembre 2015, Tye White è stato scritturato come genero del vescovo. Il 9 settembre 2015, Lamman Rucker, Kim Hawthorne e Deborah Joy Winans sono stati scritturati per gli ultimi tre ruoli principali. Rucker interpreta il figlio maggiore, mentre Hawthorne interpreta la moglie manipolatrice. Winans interpreta la figlia più piccola del vescovo.
I 24 settembre 2015 è stato annunciato che Oprah Winfrey produttore esecutivo della serie, si è unita a Greenleaf nel ruolo di Mavis McCready, la sorella di Lady Mae Greenleaf. Whitfield e Winfrey precedentemente avevano lavorato nella miniserie del 1989 The Women of Brewster Place. Il 20 novembre 2015 Anna Diop è stata scritturata. Tre giorni dopo, è stato annunciato che Terri J. Vaughn sarebbe apparso come governante della casa dei Greenleaf.
Per la seconda stagione, Lovie Simone e Greg Alan Williams sono stati promossi come personaggi regolari della serie dopo essere apparsi come ricorrenti in quasi tutti gli episodi della prima stagione.

## Personaggi ed interpreti

### Principali
- Vescovo James Greenleaf interpretato da Keith David, il carismatico e forte leader del Calvary Fellowship e patriarca della famiglia Greenleaf.
- Daisy Mae "First Lady Mae" Greenleaf nata McCready interpretata da Lynn Whitfield, moglie del vescovo Greenleaf, First Lady del Calvary Fellowship e matriarca della famiglia.
- Pastora Grace "Gigi" Greenleaf, interpretata da Merle Dandridge, la primogenita del Vescovo e di Mae, che torna a casa 20 anni dopo essere fuggita dalla famiglia, cerca di condannare lo zio Mac per aver molestato sua sorella Faith e molte altre giovani donne. Le viene costantemente ricordato dalla madre e dai fratelli dell'errore commesso in passato.
- Sophia Greenleaf, interpretata da Desiree Ross, figlia adolescente di Grace che è interessata a seguire le orme ministeriali di sua madre e ne ha ereditato il carisma.
- Pastore Jacob Greenleaf, interpretato da Lamman Rucker, secondogenito e unico figlio maschio del Vescovo. È il pastore della Triumph Church e cerca disperatamente di dimostrare a se stesso che è in grado di cavarsela da solo.
- Zora Greenleaf, interpretata da Lovie Simone Oppong, figlia di Jacob Greenleaf, è una ragazza ribelle: infatti fuma, pratica sesso pre-matrimoniale, assume droghe e non incarna la tipica la ragazza di chiesa.